# Lophosiphonia
Lophosiphonia, rod crvenih algi smješten u vlastiti tribus Lophosiphonieae, dio porodice Rhodomelaceae. Priznato je deset vrsta.
Tipična vrsta je veoma rasprostranjena morska alga L. obscura, ima je i u Jadranu

## Vrste
1. Lophosiphonia adhaerens Pilger
2. Lophosiphonia bermudensis Collins & Hervey
3. Lophosiphonia capensis (Kylin) R.E.Norris
4. Lophosiphonia cristata Falkenberg
5. Lophosiphonia hayashii Segawa
6. Lophosiphonia macra (Harvey) Falkenberg
7. Lophosiphonia mexicana E.Y.Dawson
8. Lophosiphonia obscura (C.Agardh) Falkenberg - tip
9. Lophosiphonia simplicissima Díaz-Tapia
10. Lophosiphonia teges (Womersley) Díaz-Tapia & Maggs